# 흰배쌀쥐
흰배쌀쥐(Oryzomys albiventer)는 비단털쥐과 쌀쥐속에 속하는 설치류이다. 멕시코 서부 할리스코주와 과나후아토주, 미초아칸주 내륙에서 발견된다. 1901년에 별도의 종으로 처음 기재되었고, 그 후에는 쿠스쌀쥐(O. couesi)와 습지쌀쥐(O. palustris)에 포함되었지만 2009년에 다시 별도의 종으로 복귀되었다. 인근 쌀쥐속 개체군과 크기가 차이가 나며, 밝은 색을 띠는 큰 종으로 긴 꼬리와 튼튼한 두개골, 어금니를 갖고 있다. 분포 지역은 농지 개발로 많은 영향을 받았지만 고립된 개체군으로 남아 있는 것으로 간주되고 있다.

## 특징
흰배쌀쥐는 크고 꼬리가 긴 쌀쥐속 종이다. 하체는 밝은 황토색이고 앞 쪽으로 갈수록 회색빛을 띤다. 하체의 털은 피부 가까이는 연한 회색이고 털 중간부터 바깥쪽은 흰색이다. 칼레톤(Carleton)과 아로요-카브렐레스(Arroyo-Cabrales)는 옅은 회색으로 기재하고 있다.(메리암(Merriman)은 흰색으로 기술했다.) 꼬리의 윗면은 짙고 아랫면은 연한 색을 띤다. 두개골과 어금니는 비교적 튼튼하다. 넓은 협골궁과 긴 절치공, 턱빝 뼈 뒷쪽으로 이어지는 긴 코뼈를 갖고 있다. 저지대에 서식하는 근연종 쿠스쌀쥐에 비해 크고 더 밝은 색을 띠며, 어금니가 더 크지만 절치공은 좁다.
12점 표본의 전체 몸길이는 245mm와 314mm (평균 285.4mm)이고 머리부터 몸까지 길이는 116~142mm(평균 길이 130mm)이다. 꼬리 길이는 129~173mm(평균 155.4mm)이고 뒷발 길이는 33~40mm(평균 36.1mm)이다. 두개골 길이는 30~34.5mm(평균 32.9mm)이다.